# Kohlrausch-Falte

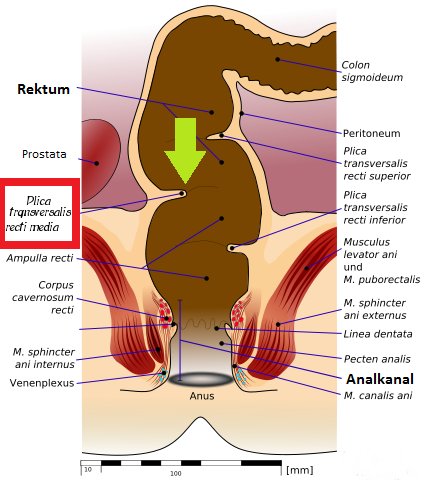
Lokalisation der Falte

Die Kohlrausch-Falte (lat. Plica transversa recti media) ist eine halbmondförmige Querfalte ca. 5–8 cm oberhalb des Afters und dient als „Stuhlbremse“, um so den Schließmuskel des Enddarmes zu entlasten.
Sie ist nach dem deutschen Arzt Otto L. Kohlrausch aus Hannover benannt.